# Owowegetarianizm
Owowegetarianizm (ovo – łac. jajko) – odmiana wegetarianizmu przyzwalająca na spożycie jaj. Owowegetarianie nie spożywają mięsa (w tym mięsa ryb) i przetworów mlecznych, a także innych produktów pochodzących z uboju zwierząt, takich jak żelatyna.